# Szomory Dezső
Szomory Dezső, eredetileg Weisz Mór (Pest, 1869. június 2. – Budapest, 1944. november 30.) magyar író, drámaíró.
Szavai, pianissimo- és fortissimoi leginkább a muzsika hullámaira emlékeztetnek. Írásmodora egyenesen lisztferenci.
Szomory a világ beteg részét szereti festeni. Vonzódik a különlegeshez, a szertelenhez, a misztikumhoz, és mindenhez, ami aberráció. Amilyen érzékiek s mégis érzéken túliak (mert irreálisak) Szomory alakjai, oly buja és beteg a nyelve és stílusa is. A nyelv törvényeinek egyszerűen fittyet hány.

## Életpályája
Weisz Jónás kereskedő és Fleischer Jenni fiaként született a budapesti zsidónegyedben, a Király utca 37. számú házban. Kamaszkorától írt, zenét szerzett, zongorán, orgonán játszott. Első drámáját A Nászéj címmel 16 éves korában írta. A budapesti kegyesrendi gimnázium elvégzése után 1885-től Vessi/Vészi Mór néven a Zeneakadémia zeneszerzés szakán tanult, de a III. évben (1887―88) megszakította tanulmányait. Vonzotta a sajtó, irodalom.
Újságíró lett. Eleinte a Nemzet, azután a Pesti Hírlap és a Pesti Napló munkatársa lett. Dolgozott az Élet című lapnak is, melyet Vikár Béla szerkesztett. 1890-ben a katonai szolgálat elől Franciaországba költözött. Ott, majd Londonban élt, közben a Magyar Hírlapban publikált. Csak 1906-ban költözött haza. 1908-ban csatlakozott a Nyugathoz.
Műveinek témája általában a gyorsan polgárosodó Magyarország társadalmában felmerülő új konfliktusok megragadása. Ma már gyakran modorosnak ható írásait az intenzív zenei hatások, bizonyos romanticizmus jellemzi. Nagyszerű novellái mellett igazi sikereit a – mind a mai napig játszott – színműveivel aratta.
Első művei a 19. század végi francia naturalizmus hatását mutatják, majd a 20. század eleji szecesszió nyomán egyre erősebb zeneiségű s mind szeszélyesebbé és modorosabbá váló, stilizáltan romantikus nyelvet alakított ki. Fő törekvése olyan költői nyelv kiképzése volt, amely zeneileg hat, de túlzásai sokszor öncélúvá tették ezt az igyekezetét. Pályája kezdetén konzervatív, arisztokratikus póz jellemzi műveit. A feudális erőkkel, hagyományokkal szemben álló polgárság hangját szólaltatja meg társadalmi problémákat feszegető írásaiban. Az első világháború borzalmai, majd az ellenforradalmi viszonyok hatására valamivel élesebbé válik kritikája, olykor gúnyosan ábrázolja a vidéki és a fővárosi polgárság életét. Tehetséggel művelte a novellát, de leginkább drámáival aratott sikert. Ezek sorában is első helyen áll a Habsburg-trilógia.
A második zsidótörvény miatt darabjait nem játszhatták többé, a jobboldali sajtó támadásainak céltáblájává vált, még az utcán is tüntettek ellene. A háború előrehaladtával egyre megtörtebb lett, teljesen visszavonult. Testvére, Szomory Emil Szent István körúti lakásáról a nyilasok egy Pozsonyi úti védett svéd házba hurcolták. Szomory Emil haláltáborba került, ő maga pedig állítólag éhen halt. 
„Vége nemsokára az egésznek – mondta Szomory Dezső – én érzem és érzem azt is, milyen tehetségtelen dolog volna meghalni az utolsó negyedórában…” (Füsi József naplójából)

## Művei

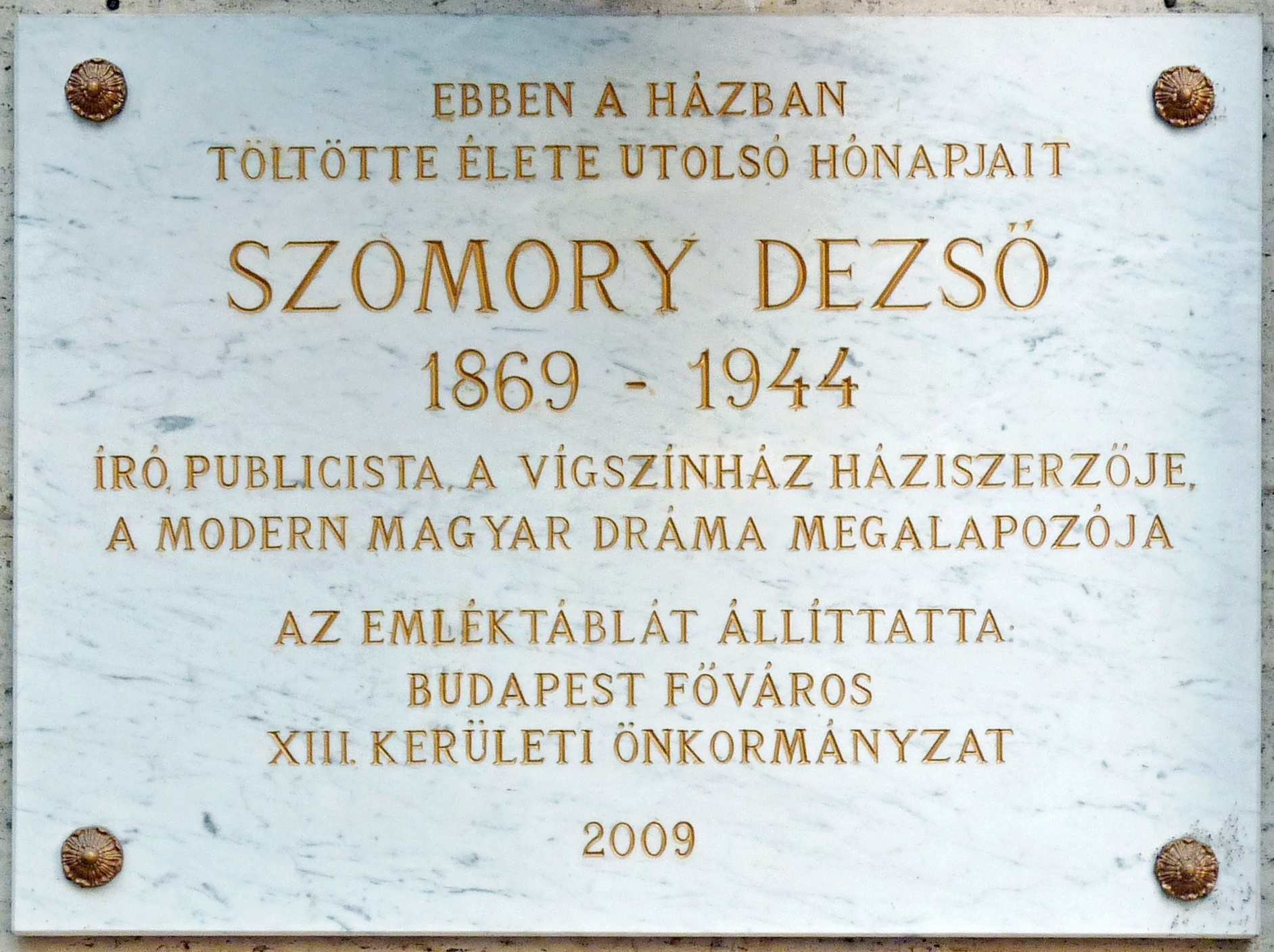
Szomory Dezső emléktáblája egykori lakhelyén, a Pozsonyi út 22. szám alatt

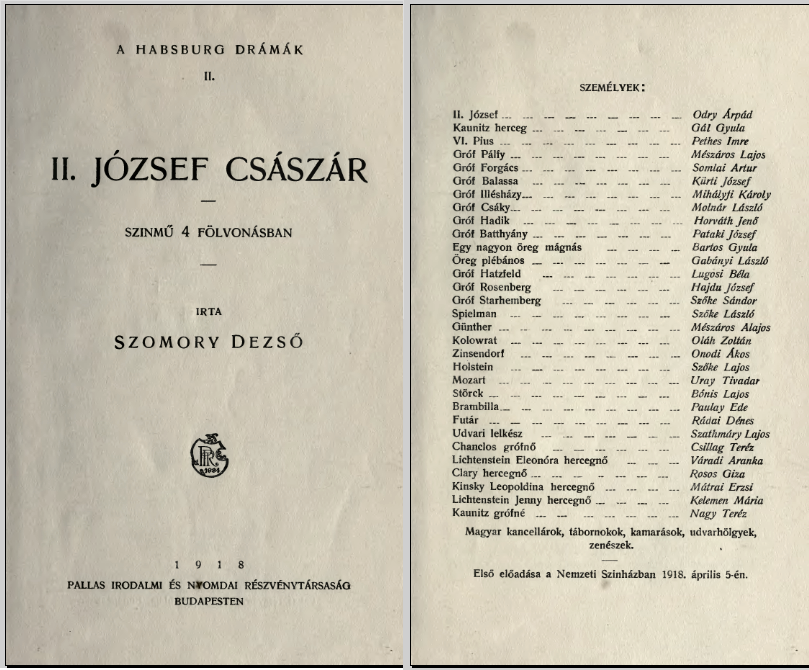

### Drámák
- Péntek este (1896)
- A nagyasszony. Regényes színmű négy felvonásban és hét képben; Nyugat, Budapest, 1910 (A Nyugat könyvei) Online
- A rajongó Bolzay-lány. Színmű (Budapest, Nyugat, 1911) Online
- Györgyike, drága gyermek (Budapest, Nyugat, 1912)
- Bella (Budapest, Singer és Wolfner, 1913)
- Mária Antónia. Színmű (Budapest, Singer és Wolfner, 1914) Online
- Hermelin. Színmű (Budapest, Singer és Wolfner, 1916)
- II. József császár. Színmű (Budapest, Pallas, 1918) Online – Vojnits-jutalommal elismert mű.
- Matuska. Színmű (Budapest, Pallas, 1918)
- A Habsburg drámák (Budapest, Pallas, 1918)
- Incidens az Ingeborg-hangversenyen (1918)
- II. Lajos király (Budapest, Athenaeum, 1922) Online
- Királydrámák (Budapest, Athenaeum, 1927)
- Gloria. Színmű (Budapest, Athenaeum, 1923)
- Szabóky Zsigmond Rafael. Színmű (Budapest, Athenaeum, 1924)
- Takáts Alice. Színmű (Budapest, Athenaeum, 1930)
- Desider Szomory: Alice Takats; Marton, Wien, 1930
- Szegedy Annie (Budapest, Athenaeum, 1931)
- Bodnár Lujza. Színmű (Budapest, Athenaeum, 1936)
- Színház; vál., sajtó alá rend., utószó Réz Pál; Szépirodalmi, Budapest, 1973
- Hét játék; vál., szöveggond. Réz Pál; Szépirodalmi, Budapest, 1991

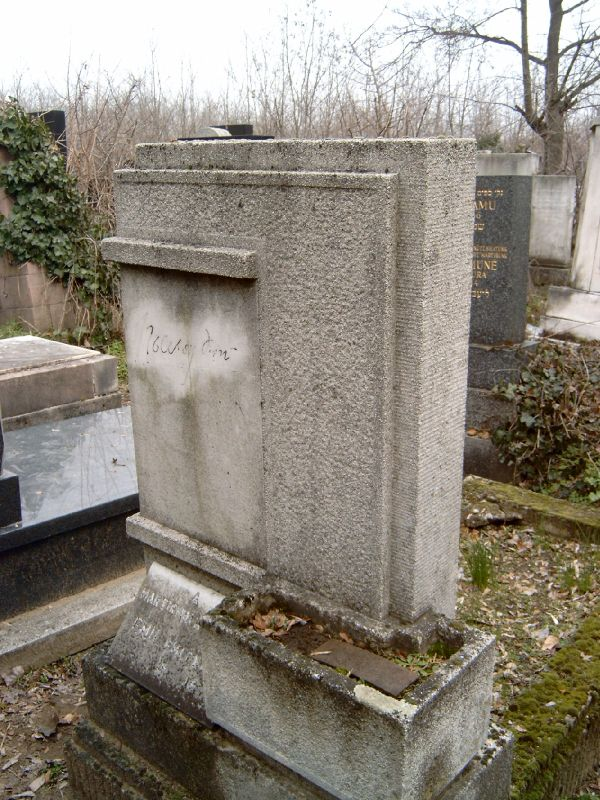
Szomory Dezső sírja Budapesten. Kozma utcai izraelita temető: 1A-10-20.

- Sába királynője (?)

### Próza
- Elbukottak. Hat novella (Budapest, Singer és Wolfner, 1892)
- A tudósok. Regény a modern magyar társadalmi életből (megjelent folytatásokban, 1894)
- Les Grands et les Petits Moineaux (Párizs, Lemerre, 1895)
- Mesekönyv (Budapest, Grill, 1896)
- Budapesti Babylon: pikáns mesék (Budapest, Boros, 1898)
- Az isteni kert. Novellák (Budapest, Nyugat, 1910)
- Ünnep a Dühöngőn és egyéb szerelmek (Budapest, Nyugat, 1911)
- Lőrinc emléke. Novellák (Budapest, Nyugat, 1912)
- A pékné (Budapest, Athenaeum, 1916)
- Az élet diadala. Novellák (Budapest, Nyugat, 1917)
- Harry Russel-Dorsan a francia hadszíntérről (Budapest, Pallas, 1918)
- A selyemzsinór (Budapest, Genius, 1921) Online
- A mennyei küldönc (Budapest, Athenaeum, 1926)
- Levelek egy barátnőmhöz (Budapest, Athenaeum, 1927)
- Térjetek meg végre hozzám (Budapest, Athenaeum, 1928)
- A párizsi regény (Budapest, Athenaeum, 1929)
- Gyuri (Budapest, Athenaeum, 1932)
- Horeb tanár úr. Regény (Budapest, Athenaeum, 1934)
- Emberi kis képeskönyv (Budapest, Athenaeum, 1936)
- Kamarazene (Budapest, Athenaeum, 1937)
- Az irgalom hegyén (Budapest, Magvető, 1964)
- A tudósok. Regény a modern magyar társadalom életéből, 1–2.; sajtó alá rend. Zsoldos Sándor; Múlt és Jövő, Budapest, 2016

### Életműkiadás (2007–2016)
Szomory Dezső művei; szerk. Kőbányai János; Múlt és Jövő Kiadó, Budapest, 2007–2016
- Horeb tanár úr (I. kötet)
- Gyuri (II. kötet)
- Harry Russel-Dorsan a francia hadszíntérről (III. kötet)
- Zene és ének hangjainál. Zenei írások (IV. kötet)
- Levelek egy barátnőmhöz (V. kötet)
- A párizsi regény (VI. kötet)
- Emlékek szárnyán. Újságprózák (VII. kötet)
- Szamosmenti táj (VIII. kötet)
- Elbukottak. Hat novella; utószó Kőbányai János; Múlt és Jövő, Bp., 2016 (Szomory Dezső művei)

## Játszott művei
A Színházi Adattárban regisztrált bemutatóinak száma: 59.
- Péntek este (1896–1897, 1935)
- A búcsú (1897)
- Angyalka (1909)
- A nagyasszony (1910, 1927)
- A rajongó Bolzay lány (1911)
- Györgyike, drága gyermek (1912, 1957, 1983, 1991, 2003–2004, 2011)
- Bella (1913, 1972, 1986, 1997, 1999)
- Mária Antónia (1913)
- Hermelin (1916, 1969, 1982, 1990, 1992, 1996, 2001, 2007) (a budapesti Nemzeti Színházban)[9]
- II. József császár (1918, 1933)
- Matuska (1919)
- Takáts Alice (1930, 1946, 1985, 1987, 2011)
- Szegedy Annie (1931)
- Botrány az Ingeborg-koncerten (1959, 1990)
- II. József (1964, 2004)
- Incidens az Ingeborg hangversenyen (1970, 1974, 1983, 1993, 2000)
- II. Lajos király (1972, 1987)
- Hagyd a nagypapát! (1982, 1992, 1996, 2000)
- Szabóky Zsigmond Rafael (1986)
- Botrány az Ingeborg hangversenyen (1995)